# Високе (Прилуцький район)
Висо́ке — село в Україні, у Прилуцькому районі Чернігівської області. Населення становить 106 осіб. Входить до складу Сухополов'янської сільської громади. 

## Історія
Найдавніше знаходження на мапах — 1787 рік.
У 1862 році в селі володарському казенному та козачому Високе була церква, завод та 73 двори, де жило 469 осіб.
У 1911 році в селі Високе була Богоявленська церква , земська школа та жило 508 осіб.
До 2019 року орган місцевого самоврядування — Смоська сільська рада.

## Населення

### Мова
Розподіл населення за рідною мовою за даними перепису 2001 року:
| Мова       | Кількість | Відсоток |
| ---------- | --------- | -------- |
| українська | 103       | 97.17%   |
| російська  | 17        | 2.83%    |
| Усього     | 106       | 100%     |